# بقيات مرتفعة
بقيات مرتفعة أو بيريات أو بقيات خيطية أو ذو الأرجل الطويلة (الاسم العلمي: Berytidae)، فصيلة حشرات من رتبة نصفيات الأجنحة ("البق الحقيقي"). معظم أنواعه ألوانها من البني إلى الأصفر، وأغلبها يتغذى على عصارة النبات، والقليل منها مفترس. قرابة 200 نوع معروف من جميع أنحاء العالم وتُصنف إلى ثلاث فُصيلات.